# Tonight I’m Singing Just for You
Tonight I’m Singing Just For You ist das zweite Soloalbum von Country Joe McDonald, das im Jahr 1970 veröffentlicht wurde. Bei AllMusic erhielt das Album viereinhalb von fünf Sternen.
Begleitet wird McDonald von Musikern der Nashville-Szene wie z. B. Grady Martin, Harold Bradley und dem Gesangsquartett The Jordanaires.

## Titelliste
1. Ring of Fire (Merle Kilgore, June Carter), 2 :30
2. Tennessee Stud (Jimmy Driftwood), 3:21
3. Heartaches by the Number (Harlan Howard), 2 :45
4. Tiger by the Tail (Harlan Howard, Buck Owens), 2 :06
5. Crazy Arms (Ralph Mooney, Chuck Seals), 2 :58
6. You Done Me Wrong (Ray Price, George Jones), 1 :46
7. All of Me Belongs to You (Merle R. Haggard), 2 :22
8. Oklahoma Hills (Leon Jerry Guthrie, Woody Guthrie), 2 :43
9. Tonight I’m Singing Just For You (Billy Edd Wheeler, Jerry Lieber), 3 :26
10. Friend, Lover, Woman, Wife (Mac Davis), 2 :53
11. Six Days on the Road (Earl Greene, Carl Montgomery), 2 :20

## Musiker
- Country Joe McDonald: Gesang
- Grady Martin: Dobro-Gitarre, Sitar, Gitarre
- Ray Edenton: Gitarre
- Harold Bradley: Gitarre
- Hal Rugg: Steel-Gitarre
- Hargus Robbins: Klavier
- Norbert Putnam: Bass
- Buddy Harman: Schlagzeug
- The Jordanaires: Begleitgesang

## Entstehung des Albums
Laut McDonald war das Album als sein erstes Soloalbum geplant: Dazu führte er im Jahr 1969  in Nashville die Aufnahmen bekannter Country- und Western-Songs durch. Die Musiker seien so gut gewesen, dass die Aufnahmen nicht wie geplant drei Tage dauerten, sondern in eineinhalb Tagen beendet waren. Die drei Tage waren jedoch bereits im Voraus bezahlt. Daraufhin wurde beschlossen, ein zweites Album mit Songs des Folksängers Woody Guthrie zu produzieren. Letztlich wurde dieses Album namens Thinking of Woody Guthrie dann sogar drei Monate vor dem geplanten Debütalbum Tonight I’m Singing Just For You veröffentlicht.